# Mohamed Mrad
Mohamed Mrad, également orthographié Med Mrad, né le 15 septembre 1990 à Tunis, est un acteur tunisien. Il est notamment connu pour avoir tenu le rôle de Mahdi Ben Salem dans la série télévisée Naouret El Hawa.
En décembre 2014, il fait la couverture du magazine people Tunivisions.

## Biographie
Né le 15 septembre 1990, Mohamed Mrad étudie à l'Institut des hautes études commerciales de Carthage. Son père et sa mère sont divorcés.
En 2012, il se révèle au grand public grâce à ses rôles dans L'Enfant du soleil de Taïeb Louhichi, où il joue sur recommandation du comédien Lotfi Dziri, et Fausse note de Majdi Smiri,.
En 2013, il a une première expérience télévisée avec le feuilleton Layem, dans lequel il joue un personnage de mauvais garçon, tout en obtenant une licence en management à l'Institut des hautes études commerciales de Carthage.
En 2015, il accède à la demi-finale de l'émission Arab Casting (ar) où sa prestation est remarquée.
En 2019, Mrad tient le rôle d'un policier chargé d'enquêter dans L'Affaire 460 de Majdi Smiri qui se déroule durant la Seconde Guerre mondiale.

## Filmographie

### Cinéma
- 2012 :
  - L'Enfant du soleil[9] de Taïeb Louhichi : Fafou
  - Fausse note de Majdi Smiri
- 2015 : Dicta Shot de Mokhtar Ladjimi
- 2016 : Woh ! d'Ismahane Lahmar : Selim

### Télévision

#### Séries
- 2013 : Layem de Khaled Barsaoui : Skander
- 2014 : Talaa Wala Habet de Majdi Smiri : Youri
- 2014-2015 : Naouret El Hawa de Madih Belaïd : Mahdi Ben Salem
- 2015 : Bolice 2.0 (épisode 6 de la saison 1) de Majdi Smiri : Mohannad (invité d'honneur)
- 2015 et 2017 : Sultan Achour 10 (saisons 1-2) de Djaffar Gacem : Djawed
- 2016 : Al Akaber de Madih Belaïd : Mohamed Al Othmani
- 2016-2017 : Flashback de Mourad Ben Cheikh : Walid
- 2018 : Tej El Hadhra de Sami Fehri : Kassem
- 2019 : L'Affaire 460 de Majdi Smiri : Youssef Ismaïl
- 2019 et 2021 : Machair de Muhammet Gök : Mourad
- 2023-2024 : Fallujah de Saoussen Jemni : Abdelkader Yahiaoui alias Kader
- 2025 : El Fetna de Saoussen Jemni : Taha Sallemi

#### Émissions
- 2015 :
  - Dbara Tounsia avec Hana Fehri sur El Hiwar El Tounsi
  - Romdhane Showtime sur Mosaïque FM avec Aïcha Attia, Ali Bennour, Najla Ben Abdallah et Hédi Zaiem (ar)
- 2016 : Arab Casting (ar) sur Abu Dhabi TV : candidat
- 2018 : Hkayet Tounsia sur El Hiwar El Tounsi : invité de l'épisode 3 de la saison 3
- 2019 : Abdelli Showtime de Lotfi Abdelli sur Attessia TV : invité de l'épisode 4 de la saison 3
- 2020 : Labès (saison 9) de Naoufel Ouertani sur Attessia TV
- 2021 : Dari Darek d'Amel Smaoui sur la chaîne YouTube de Radio IFM : invité de l'épisode 58 du web-show

### Vidéos
- 2014 : spot promotionnel Ma Âadech Bekri pour les inscriptions sur les listes électorales, réalisé par Tunistudio
- 2015 : spot promotionnel pour l'association Tunespoir, réalisé par Madih Belaïd[10]